# Инувик
Инувик (енгл. Inuvik, /ɪˈnuːvɪk/) је административни центар Области Инувик у канадским Северозападним територијама. Инувик у преводу значи „људско место”.

## Демографија

### Етнички састав становништва
Становништво Инувика 2006. према етничкој припадности:
- Инувиалуити (већим делом Умармиути), 38,9%;
- Прве нације, 18,4%;
- Метиси, 4,7%;
- Остали староседеоци, 1,2%;
- Нестароседелачки народи, 36,7%

Већину становништва насеља Инувика чине староседеоци, најбројнији су Западноканадски Инуити (Инувиалуити), а следећа по бројности је прва нација Гвичин. 
Језик којим говори највећи број становника је енглески, иако један број становника говори и инувиалуктун (инувиалуитски) и гвичински језик. Локални радио CBC емитује сат времена програма дневно на сваком од ових језика.